# Keith Prentice
Keith Prentice (* 21. Februar 1940 in Dayton, Ohio; † 27. September 1992 in Kettering, Ohio) war ein US-amerikanischer Schauspieler.

## Leben
Prentice absolvierte ab dem Alter von 18 Jahren eine Ausbildung zum Schauspieler an der American Academy of Dramatic Arts in New York City. Vorwiegend war er in verschiedenen Rollen im Theater am Broadway tätig: Sail Away, The Sound of Music, Paint Your Wagon und The King and I. In dem US-amerikanischen Film Die Harten und die Zarten spielte er die Rolle des Schwulen Larry, die er zuvor auch bereits auf der Bühne verkörpert hatte. Mit William Friedkin, dem Regisseur von Die Harten und die Zarten, arbeitete er 1980 bei dem in der schwulen Szene spielenden Thriller Cruising erneut zusammen, hier verkörperte er die kleine Rolle des Joey. Im Fernsehen war Prentice in der Erfolgsserie Dark Shadows in der wiederkehrenden Rolle des Morgan Collins zu sehen.
1982 gründete Prentice in seinem Heimat-Bundesstaat Ohio das Theater Kettering Theatre Under The Stars, wo er in dem folgenden Jahrzehnt bis zu seinem Tod 1992 als Regisseur und Schauspieler arbeitete. Er starb im Alter von 52 Jahren an den Folgen von Aids.

## Filmografie (Auswahl)
- 1970: Die Harten und die Zarten (The Boys in the Band)
- 1971: Dark Shadows (Fernsehserie, 40 Folgen)
- 1972: The Legend of Nigger Charley
- 1980: Cruising